# Liste der Bodendenkmale in Schlepzig
Die Liste der Bodendenkmale in Schlepzig enthält alle Bodendenkmale der brandenburgischen Gemeinde Schlepzig und ihrer Ortsteile. Grundlage ist die Veröffentlichung der Landesdenkmalliste mit dem Stand vom 31. Dezember 2020. Die Baudenkmale sind in der Liste der Baudenkmale in Schlepzig aufgeführt.
|    | Gemarkung        | Flur           | Kurzansprache                                                                                            | Bodendenkmalnummer | Bemerkung | Bild |
| -- | ---------------- | -------------- | --- | ------------------ | --------- | ---- |
| 1  | Schlepzig (Lage) | 3, 6, 8, 9, 10 | Siedlung slawisches Mittelalter, Dorfkern Neuzeit, Dorfkern deutsches Mittelalter, Siedlung Urgeschichte | 13007              |           |      |
| 2  | Schlepzig (Lage) | 4              | Rast- und Werkplatz Steinzeit, Siedlung Bronzezeit, Siedlung Eisenzeit                                   | 13203              |           |      |
| 3  | Schlepzig (Lage) | 13             | Pechhütte deutsches Mittelalter                                                                          | 13204              |           |      |
| 4  | Schlepzig (Lage) | 9, 10          | Rast- und Werkplatz Steinzeit, Siedlung Urgeschichte, Siedlung slawisches Mittelalter                    | 13205              |           |      |
| 5  | Schlepzig (Lage) | 10, 15         | Rast- und Werkplatz Steinzeit, Siedlung Bronzezeit                                                       | 13206              |           |      |
| 6  | Schlepzig (Lage) | 4              | Rast- und Werkplatz Steinzeit, Siedlung slawisches Mittelalter                                           | 13207              |           |      |
| 7  | Schlepzig (Lage) | 4              | Rast- und Werkplatz Steinzeit, Siedlung Bronzezeit                                                       | 13208              |           |      |
| 8  | Schlepzig (Lage) | 4              | Rast- und Werkplatz Steinzeit, Siedlung Urgeschichte                                                     | 13209              |           |      |
| 9  | Schlepzig (Lage) | 15             | Rast- und Werkplatz Mesolithikum, Siedlung Bronzezeit                                                    | 13210              |           |      |
| 10 | Schlepzig (Lage) | 9              | Rast- und Werkplatz Steinzeit, Siedlung Urgeschichte                                                     | 13211              |           |      |
| 11 | Schlepzig (Lage) | 8              | Siedlung slawisches Mittelalter                                                                          | 13212              |           |      |
| 12 | Schlepzig (Lage) | 11             | Siedlung Bronzezeit                                                                                      | 13213              |           |      |
| 13 | Schlepzig (Lage) | 8              | Rast- und Werkplatz Mesolithikum                                                                         | 13214              |           |      |
| 14 | Schlepzig (Lage) | 4              | Rast- und Werkplatz Steinzeit, Siedlung Urgeschichte                                                     | 13215              |           |      |
| 15 | Schlepzig (Lage) | 2, 3           | Rast- und Werkplatz Steinzeit, Siedlung Bronzezeit                                                       | 13216              |           |      |
| 16 | Schlepzig (Lage) | 3              | Gräberfeld Bronzezeit                                                                                    | 13347              |           |      |